# Charlotte Schellenberg
Charlotte Schellenberg (* 16. Oktober 1910 in Dresden; † 14. Dezember 1989 in Hamburg) war eine deutsche Schauspielerin und Hörspielsprecherin.

## Leben
Charlotte Schellenberg kam 1928 an das Hamburger Thalia Theater und debütierte dort als Hansel in einem Weihnachtsmärchen. Anschließend spielte sie am Deutschen Schauspielhaus in Shaws Die heilige Johanna, ihrem einzigen Gastspiel an einer anderen Bühne. Danach kehrte sie ans Thalia Theater zurück und gehörte dem Haus 60 Jahre bis zu ihrem Tod an.
Das Ehrenmitglied des Thalia spielte dort über 300 Rollen, darunter in sämtlichen Stücken von Curt Goetz, als Mutter von Anne Frank im Tagebuch der Anne Frank oder als Martha in Arsen und Spitzenhäubchen. Ihre letzte Rolle war die der Amme Katja in Jürgen Flimms Inszenierung von Platonow von Anton Tschechow.
Als Mutter in Schneeweißchen und Rosenrot gab Charlotte Schellenberg 1953 ihr Debüt vor der Kamera und war von da an bis in die 1980er Jahre hinein immer wieder Gast im Fernsehen. Sie verkörperte Episodenrollen in Serien wie Hafenpolizei, Das Kriminalgericht oder Sonderdezernat K1, spielte aber auch in Literaturverfilmungen wie Biedermann und die Brandstifter oder Tod eines Handlungsreisenden.
Daneben arbeitete Charlotte Schellenberg auch umfangreich für den Hörfunk und sprach ab 1945 zahlreiche Rollen in Hörspielproduktionen des NWDR Hamburg und späteren NDR.
Charlotte Schellenberg starb nach längerer Krankheit kurz vor Weihnachten 1989. Ihre Tochter Gaby Blum ist ebenfalls als Schauspielerin tätig.

## Trivia
Der Dichter Wilhelm Hammond schrieb über die junge Charlotte Schellenberg: Appetitlich, zart und niedlich steht sie da im Rampenlicht. Schlank und zierlich, stets natürlich zeigt sie uns ihr Kinds-Gesicht.

## Filmografie (Auswahl)
- 1953: Schneeweißchen und Rosenrot
- 1954: Klavier zu verkaufen
- 1955: Der kleine Napoleon
- 1958: Biedermann und die Brandstifter
- 1962: Ein Buch mit Kapiteln
- 1963: Hafenpolizei – 100.000 Mark
- 1963: Der Trauschein
- 1963: Der Tod des Handlungsreisenden
- 1964: Das Kriminalgericht – Der Fall Nebe
- 1965: Willkommen in Altamont
- 1966: Der Mitbürger
- 1966: Hafenpolizei – Der Eisbär
- 1967: Die Gefährtin
- 1968: Wie ein Hirschberger Dänisch lernte
- 1969: So war Mama
- 1970: Nachbarn
- 1973: Ein besserer Herr
- 1974: Eine geschiedene Frau
- 1975: Lehmanns letzter Lenz
- 1975: Der letzte Schrei
- 1975: Zwei Finger einer Hand
- 1975: Hoftheater (div. Folgen)
- 1976: Gesucht wird … – Hans Wacker
- 1977: Sonderdezernat K1 – Der Stumme
- 1977: Notsignale – Das Stellwerk
- 1977: In freier Landschaft
- 1982: Die Aufgabe des Dr. med. Graefe
- 1983: Der Paragraphenwirt

## Hörspielproduktionen (Auswahl)
- 1945: Im weißen Rössl – Regie: Otto Kurth
- 1946: Hokus-Pokus – Regie: Karl-Heinz Reichel
- 1947: Das Jahr 1948 findet nicht statt – Regie: Erik Ode
- 1948: Die Geistersonate – Regie: Hans Quest
- 1954: Das Gericht zieht sich zur Beratung zurück (Folge: Ein klarer Fall) – Regie: Gerd Fricke
- 1954: Unter dem Milchwald – Regie: Fritz Schröder-Jahn
- 1954: Das Gericht zieht sich zur Beratung zurück (Folge: Der Ehrenmann und die Diebin) – Regie: Gerd Fricke
- 1955: Die gestohlene Muse – Regie: Gerda von Uslar
- 1956: Ahasver – Regie: Fritz Schröder-Jahn
- 1957: Die Iden des März – Regie: Gert Westphal
- 1958: Anne Frank – Spur eines Kindes – Regie: Fritz Schröder-Jahn
- 1959: Ein Ruderboot in St. Tropez (aus der Reihe: Die Jagd nach dem Täter) – Regie: S. O. Wagner
- 1959: Das Alibi (aus der Reihe: Die Jagd nach dem Täter) – Regie: S. O. Wagner
- 1960: Blick auf Venedig – Regie: Fritz Schröder-Jahn
- 1962: Besuch im Pfarrhaus – Regie: Kraft-Alexander zu Hohenlohe-Oehringen
- 1964: Sarah und die Pferde – Regie: Günter Bommert
- 1966: Konzert an vier Telefonen – Regie: Günter Bommert
- 1967: Die Geschworenen – Regie: Hans Rosenhauer
- 1968: Neun Monate – Regie: Fritz Schröder-Jahn
- 1971: Hermann und Alice oder Mühle spielen – Regie: Günter Bommert
- 1972: Was die Brüder Grimm von den Kindern erzählten, die Schlachtens gespielt haben – Regie: Fritz Schröder-Jahn
- 1973: ...vom Esel im Galopp verloren. Aufzeichnungen eines Adoptivkindes – Regie: Hans Rosenhauer
- 1974: Das Haus in Oneida – Regie: Horst Loebe
- 1978: Das Ticken der Uhr im luftleeren Raum – Regie: Günter Bommert
- 1980: Die Stunde des Huflattichs – Regie: Hans Rosenhauer
- 1981: Fragmente einer Reise nach Stettin – Regie: Hans Rosenhauer
- 1982: Die Tore Jerusalems – Regie: Richard Farber
- 1983: Kommen Sie mir nicht an meine Hose! – Regie: Hans Rosenhauer
- 1985: Jenny Treibel (1. Teil) – Regie: Hans Rosenhauer